# Kanton Nantiat
Kanton Nantiat is een voormalig kanton van het Franse departement Haute-Vienne. Kanton Nantiat maakte deel uit van het arrondissement Bellac en telde 6871 inwoners in 1999. Het werd opgeheven bij decreet van 20 februari 2014, met uitwerking op 22 maart 2015. Alle gemeenten werden toegevoegd aan het kanton Bellac.

## Gemeenten
Het kanton Nantiat omvatte de volgende gemeenten:
- Berneuil
- Breuilaufa
- Chamboret
- Cieux
- Compreignac
- Le Buis
- Nantiat (hoofdplaats)
- Roussac
- Saint-Symphorien-sur-Couze
- Thouron
- Vaulry